# Distrito de Jutlandia Meridional
El distrito de Jutlandia Meridional (en danés: Sønderjyllands Amt; en alemán: Amt Südjütland) era uno de los 16 distritos en que se dividía administrativamente Dinamarca hasta 2006. Comprendía la zona sur de la parte danesa de la península de Jutlandia, en el límite con el estado federado alemán de Schleswig-Holstein. Su capital era la ciudad de Abenrá.
Actualmente, el término Jutlandia Meridional sirve para denotar la región geográfica correspondiente al disuelto distrito, que reúne los municipios que conforman los antiguos condados. Aún se sigue usando en muchas publicaciones, en el día a día y en la prensa.

## Historia
El distrito de Jutlandia Septentrional fue formado en 1970 al unir los condados de Abenrá, Haderslev, Sønderborg y Tønder. A partir del 1 de enero de 2007, el distrito fue integrado en la nueva región de Dinamarca Meridional (Syddanmark), como parte de la reforma administrativa implementada en el país.

### Schleswig Septentrional
Jutlandia Meridional es también conocida como Schleswig Septentrional (Nordschleswig en alemán, Nordslesvig en danés). Más precisamente, este término se refiere a la zona ubicada 30 km al norte de la frontera germano-danesa, que pertenecía antiguamente al Ducado de Schleswig (Slesvig en danés), parte del reino de Dinamarca. Dinamarca perdió este ducado en 1864, junto a los de Holstein y Lauenburgo, en la segunda guerra de Schleswig, frente a Prusia y Austria. Tras la derrota austríaca en la guerra austro-prusiana de 1866, estos tres ducados fueron cedidos a Prusia. 
Tras la Primera Guerra Mundial y la derrota de Alemania, se celebraron dos plebiscitos en Schleswig Septentrional y en el Schleswig Central el 10 de febrero y el 14 de marzo de 1920, respectivamente. Los primeros aprobaron la reunificación a Dinamarca, por 75% frente al 25% de la integración germana. Sin embargo, el Schleswig Central votó 80% a favor de quedar con Alemania, frente al 20% a favor de la propuesta pro-danesa. El 15 de julio de ese año, la zona de Schleswig Septentrional volvió a Dinamarca, mientras que tanto el Schleswig Central como el Meridional se integraron a Alemania. 
Una minoría de origen alemán habita en la actualidad partes de Jutlandia Meridional, aunque es mucha menor que las comunidades de origen danés en Schleswig-Holstein.

## Idiomas
Como en toda Dinamarca, el idioma oficial y más hablado del antaño distrito es el danés, si bien cuentan con un dialecto propio llamado juto meridional (en danés: Sønderjysk). Este dialecto es conocido también en ciertas aldeas del norte de Alemania, y ha ejercido mucha influencia a lo largo de los siglos sobre lenguas minoritarias como el frisón septentrional, tanto en Alemania como en la zona fronteriza danesa (donde ha desaparecido por completo).
El alemán se entiende por regla general en muchos municipios del sur de las ahora demarcaciones administrativas (municipios) de Tønder o Aabenraa, además de por muchos residentes de las aldeas fronterizas. Es común encontrarse en tiendas y restaurantes personal que domine esta lengua. A pesar de su ubicación, la región no se ha beneficiado tanto como otras de la ola migratoria desde Alemania durante la pandemia de COVID-19, cuando muchos alemanes eligieron las grandes ciudades danesas para asentarse.

## Comunas
Antes de su disolución en 2007, el distrito estaba compuesto por 23 comunas:
| - Abenrá - Augustenborg - Bredebro - Broager - Bov - Christiansfeld - Gram - Gråsten - Haderslev - Højer - Lundtoft - Løgumkloster | - Nordborg - Nørre-Rangstrup - Rødding - Rødekro - Skærbæk - Sundeved - Sønderborg - Sydals - Tinglev - Tønder - Vojens |